# 탈리아땃쥐
탈리아땃쥐(Crocidura thalia)는 땃쥐과에 속하는 포유류의 일종이다. 에티오피아의 토착종이다. 자연 서식지는 아열대 또는 열대 기후 지역의 습윤 산지 숲과 습윤 사바나 지역, 고지대 초원이다.